# San Giovanni in Fiore
San Giovanni in Fiore es una comuna de la provincia de Cosenza, en la región de Calabria (Italia).

## Personas relevantes de la ciudad
- Joaquín de Fiore. Con sus discípulos, fundó en San Giovanni una comunidad monástica en 1196.

## Evolución demográfica
| Gráfica de evolución demográfica de San Giovanni in Fiore entre 1861 y 2001 |
|                                                                             |
| Fuente ISTAT - elaboración gráfica de Wikipedia                             |

- Datos: Q53969
- Multimedia: San Giovanni in Fiore / Q53969

1. ↑  Worldpostalcodes.org, código postal n.º 87055.
2. ↑  «Codici Catastali». Comuni-italiani.it (en italiano). Consultado el 29 de abril de 2017.